# Kriegerdenkmal (Giesel)
Das Kriegerdenkmal Giesel wurde im Ortsteil Giesel der Gemeinde Neuhof im osthessischen Landkreis Fulda in Hessen errichtet und erinnert an die Gefallenen und Vermissten des Ersten Weltkriegs und des Zweiten Weltkriegs.

## Lage
Es befindet sich auf dem Denkmalplatz in der Laurentiusstraße gegenüber der katholischen St. Laurentiuskirche an der Landesstraße L 3206 nach Neuhof. Es wurde vom Petersberger Bildhauer Johannes Kirsch aus rotem Sandstein geschaffen.

## Geschichte

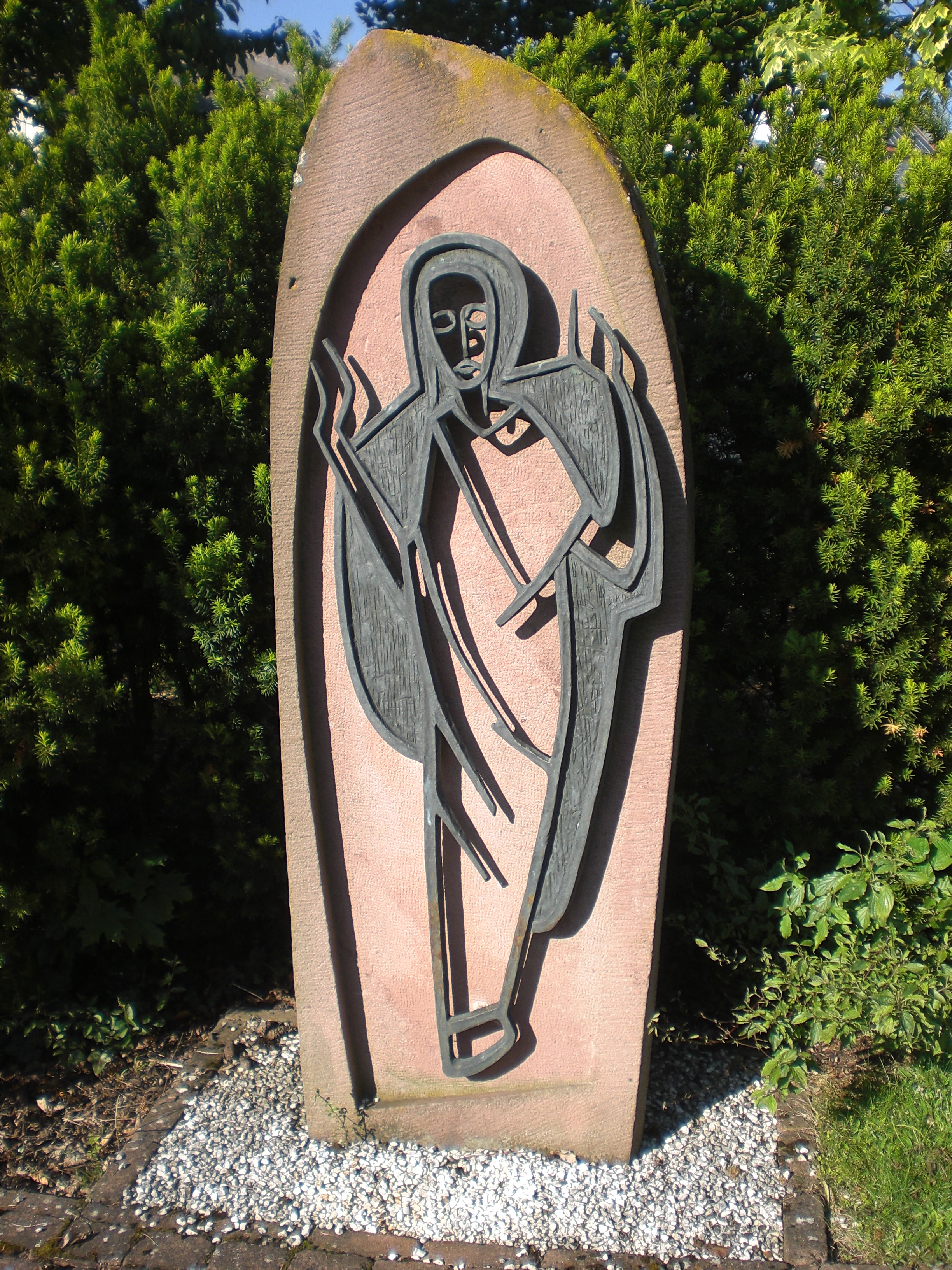
Denkmalrelief

Das heutige Denkmal aus dem Jahre 1962 ist ein Ersatz für das im Mai 1960 abgebrochene Denkmal aus dem Jahre 1926. Es erhielt einen neuen Standort auf dem neugeschaffenen Denkmalplatz.
Das abgebrochene Kriegerdenkmal aus dem Jahre 1926 erinnerte zuvor nur an die Toten des Ersten Weltkrieges 1914–1918 und war bereits nach 1945 beidseits um zwei dem Denkmalstil angepassten, stelenartigen Denkmalsteinen ergänzt worden. Die Ergänzungssteine trugen die Namen der gefallenen und vermissten Soldaten des Zweiten Weltkrieges 1939–1945.
Zuvor war während der von 1958 bis 1962 durchgeführten Flurbereinigung der darunter verlaufende Gieselbach verrohrt worden. Die Verrohrung des bis dahin offenen Gewässerlaufes erfolgte mit dem Einlauf südlich des ehemaligen Jagdschlosses (Wasserburg) in der Schloßstraße, durch die Ortslage bis zum jetzigen Auslauf nach der Unterquerung der Sturmiusstraße (Landesstraße L 3079) Richtung Fulda in Höhe des Festplatzes.
1963 fand unter Bürgermeister Leonhard Glozbach und Pfarrer Josef Mönninger die gemeindliche Übergabe und kirchliche Weihe statt.
Auf dem Friedhof in Giesel findet sich zudem ein Kriegsgrab für die Opfer des Zweiten Weltkriegs in Giesel.

## Beschreibung
Das Ehrenmal ist im Denkmalstil der 1960er Jahre geschaffen. Auf einer großzügig angelegten Grünfläche befinden sich deren vier aus rotem Wesersandstein gearbeitete Stelen. Die drei kleineren auf der linken Seite liegen am Boden und sind mit rechteckigen, aufgesetzten Namenstafeln aus Bronze versehen. Die vierte und größte steht aufrecht und trägt an ihrer Vorderseite ein Bronzerelief des „auferstandenen Christus“, aufgesetzt auf einer im Sandstein erkennbar eingearbeiteten Grabeshöhle.

Stele 1 trägt auf der aufgesetzten Bronzeplatte mit erhabener Schrift folgende Inschrift:
DER DU NOCH LEBST

ERWEISE DERER

DICH WÜRDIG

DIE ALLES DEM

VATERLAND GABEN
Die zweite und dritte Stele sind ebenfalls jeweils mit einer Bronzeplatte mit erhabener Schrift ausgestattet, wobei sich auf der dritten Stele unter der großen Bronzeplatte noch ein Zusatztäfelchen befindet.  Auf der zweiten Stele sind die Namen der 44 Gefallenen und einem Vermissten des Ersten Weltkriegs, auf der dritten Stele mit Zusatztäfelchen die Namen der 42 Gefallenen und 17 Vermissten des Zweiten Weltkriegs verzeichnet.

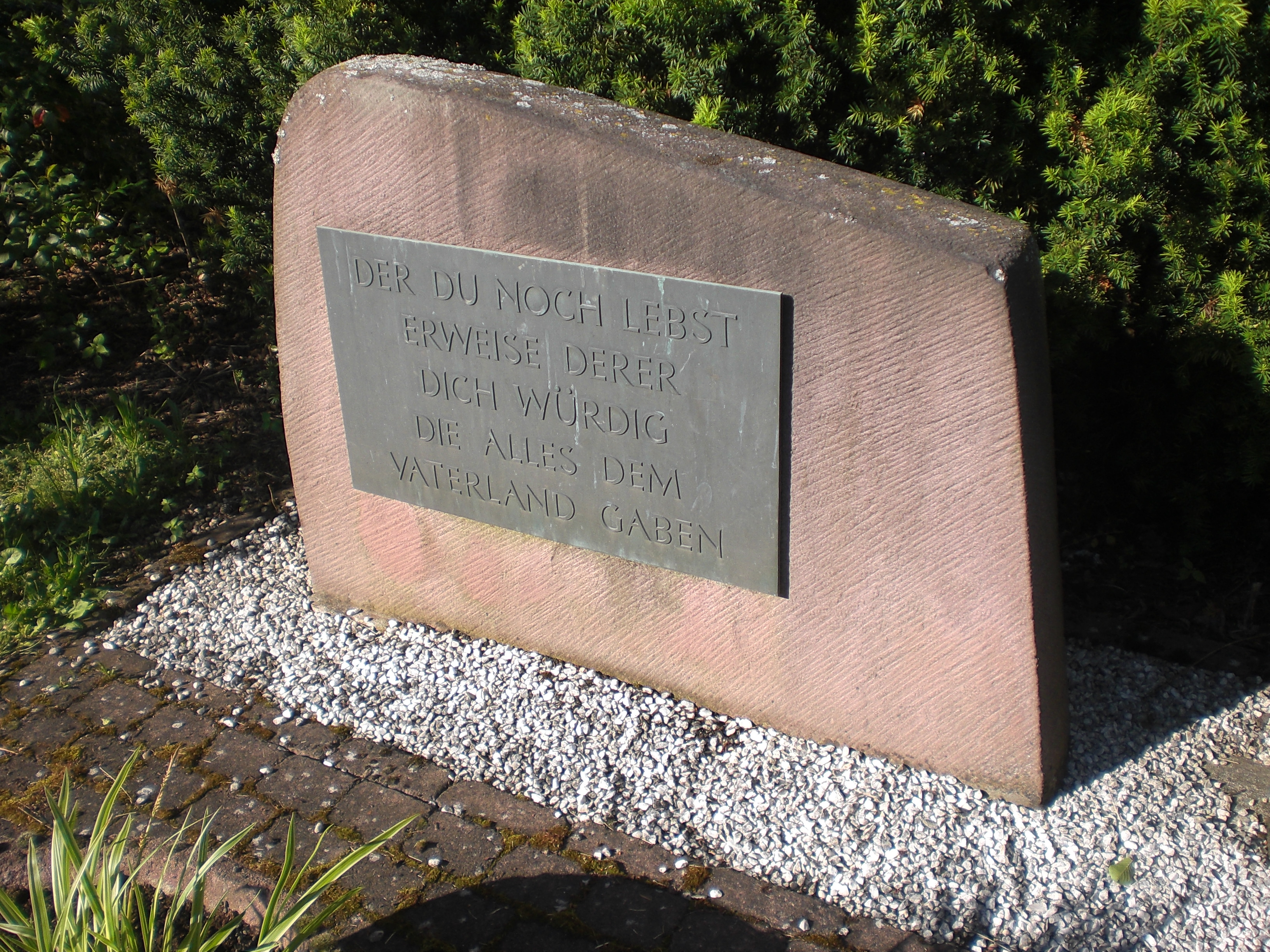
Gedenkplatte
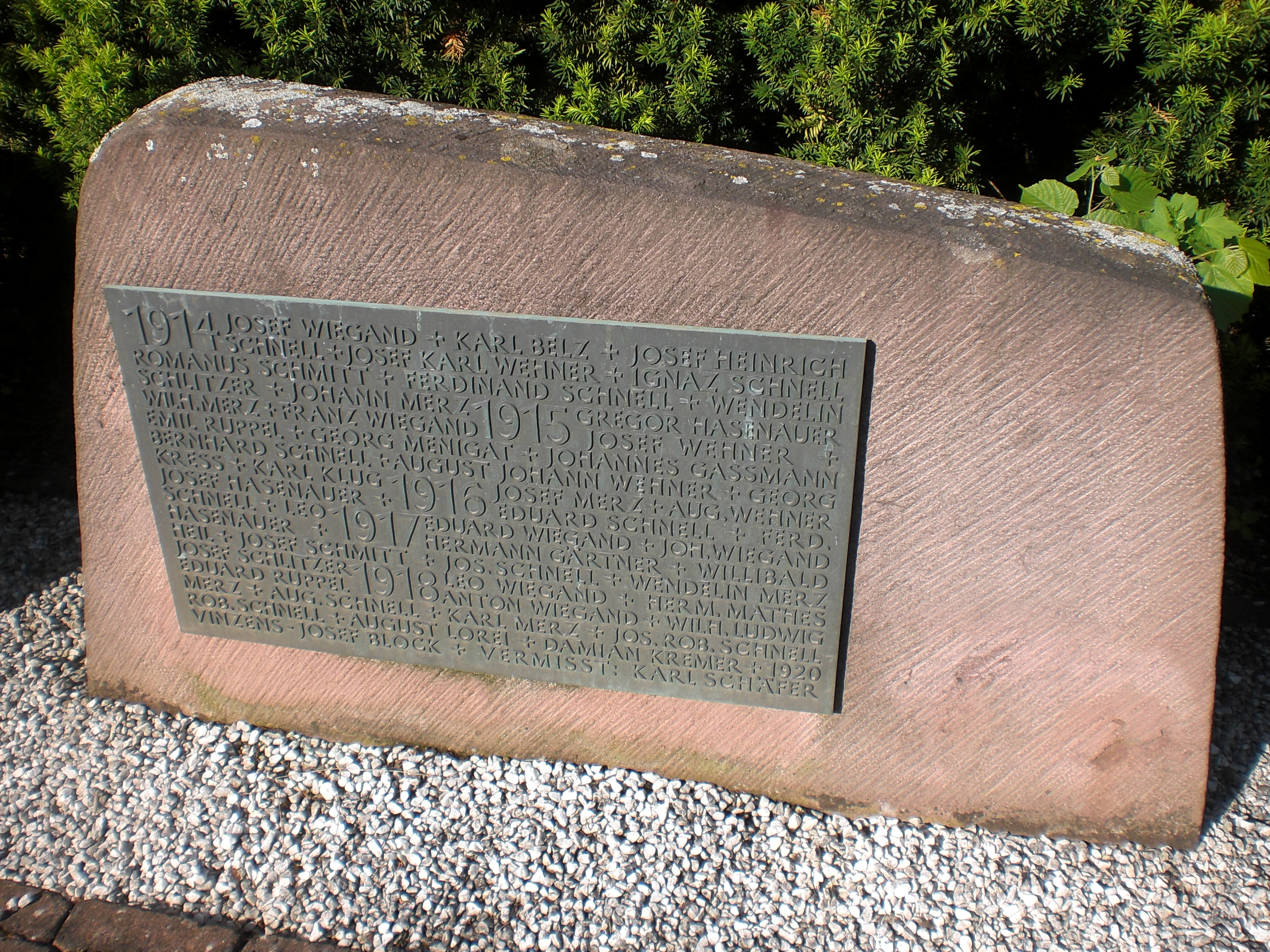
Erster Weltkrieg
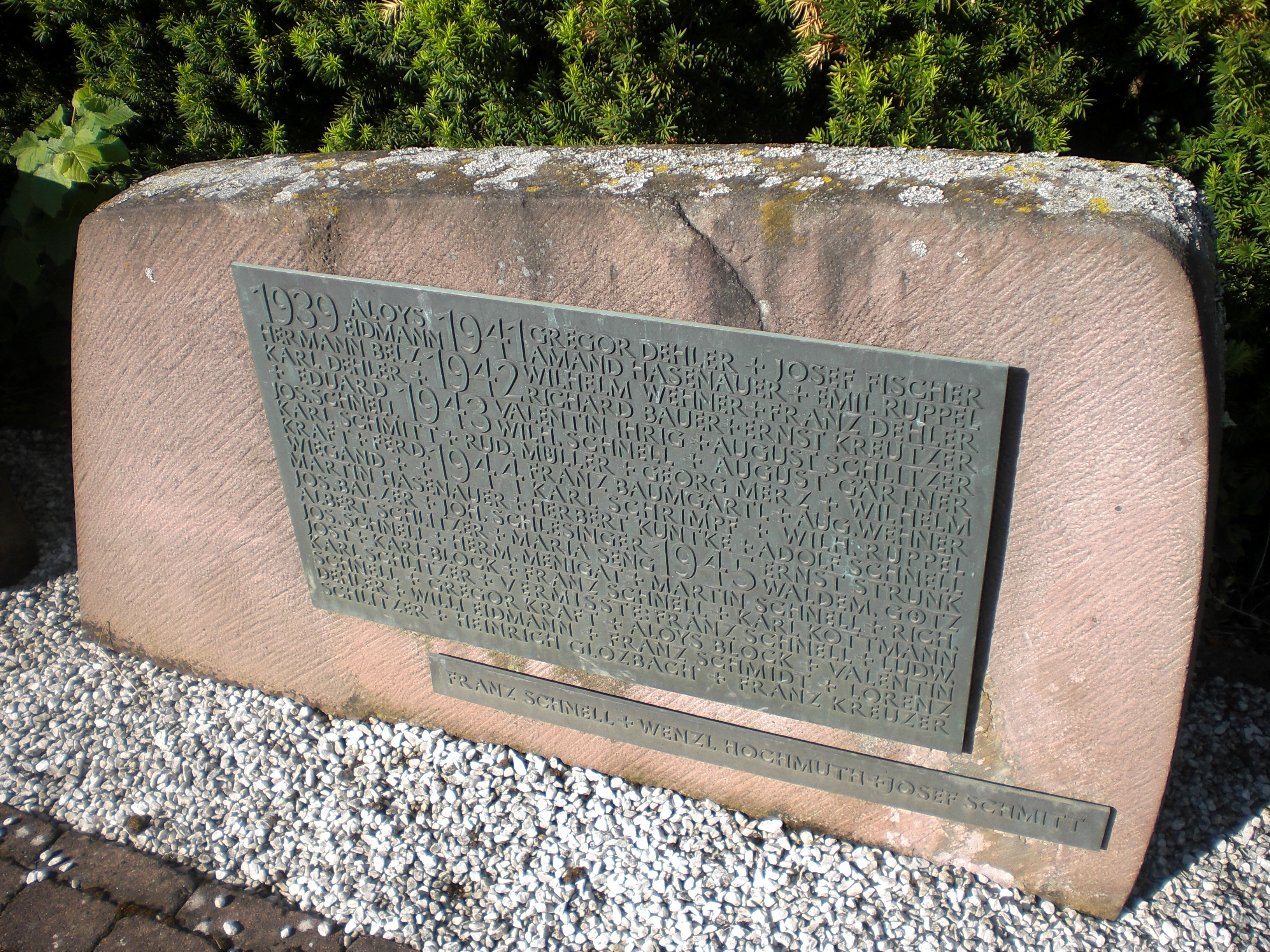
Zweiter Weltkrieg